# Telmatoscopus furcatus
Telmatoscopus furcatus és una espècie d'insecte dípter pertanyent a la família dels psicòdids que es troba al Canadà (la Colúmbia Britànica), els Estats Units (Michigan, Califòrnia i Texas) i -probablement introduïda- el Brasil (Santa Catarina).